# Glencoe (Trinidad y Tobago)
Glencoe es una localidad de Trinidad y Tobago, que forma parte de la región de Diego Martín.

## Geografía
La localidad abarca parte de la isla Trinidad y limita al norte con La Horquette y Goodwood Gardens, al sur con Bayshore, al este con Goodwood Gardens y al oeste con Point Cumana.

## Demografía
Datos demográficos de la localidad de Glencoe:
| Gráfica de evolución demográfica de Glencoe entre 2000 y 2011 |
|                                                               |